# 長岡市立宮内中学校
長岡市立宮内中学校（ながおかしりつ みやうちちゅうがっこう）は、新潟県長岡市宮栄二丁目に所在する市立中学校。

## 概要
1947年に開校。全校生徒数602名（1年209名・2年208名・3年185名、2010年度）。

## 沿革
- 1947年5月20日 - 上組村立上組中学校として開校。
- 1948年5月3日 - 町制施行に伴い宮内町立宮内中学校と改称。
- 1954年3月1日 - 市町村合併に伴い現校名に改称。
- 1957年5月25日 - 創立10周年記念式挙行。
- 1977年10月29日 - 創立30周年記念式典挙行。
- 1987年10月17日 - 創立40周年記念式典挙行。
- 1997年10月26日 - 創立50周年記念式典挙行。
- 2007年10月27日 - 創立60周年記念式典挙行。 記念コンサート・1500人の大合唱

## 通学区域
#外部リンクを参照。

### 進学前小学校
- 長岡市立前川小学校
- 長岡市立宮内小学校
- 長岡市立上組小学校
- 長岡市立石坂小学校（一部を除く）

## 交通
- JR信越本線・上越線宮内駅から西に徒歩3分

## 著名な出身者
- 河本耕平（水泳選手）
- 近藤麻智子（新潟総合テレビアナウンサー、元札幌テレビ放送）
- 近藤陽一郎（歌手）
- 中村真衣（元水泳選手）
- 田巻佑規子（テレビ新潟アナウンサー）